# Cryptolaemus montrouzieri
Cryptolaemus montrouzieri es una especie de mariquita, familia Coccinellidae.
Étienne Mulsant describió a C. montrouzieri, nombrándola en honor de Abbe Montrouzier, quien había escrito "Insect Fauna of Woodlark Island".

## Distribución
Cryptolaemus montrouzieri es originariamente endémico de Queensland y Nueva Gales del Sur, Australia. Ha sido introducido en el sur de Europa, Francia, Italia, España y Grecia , en el norte de África y en el Neártico y Neotrópico.

## Descripción

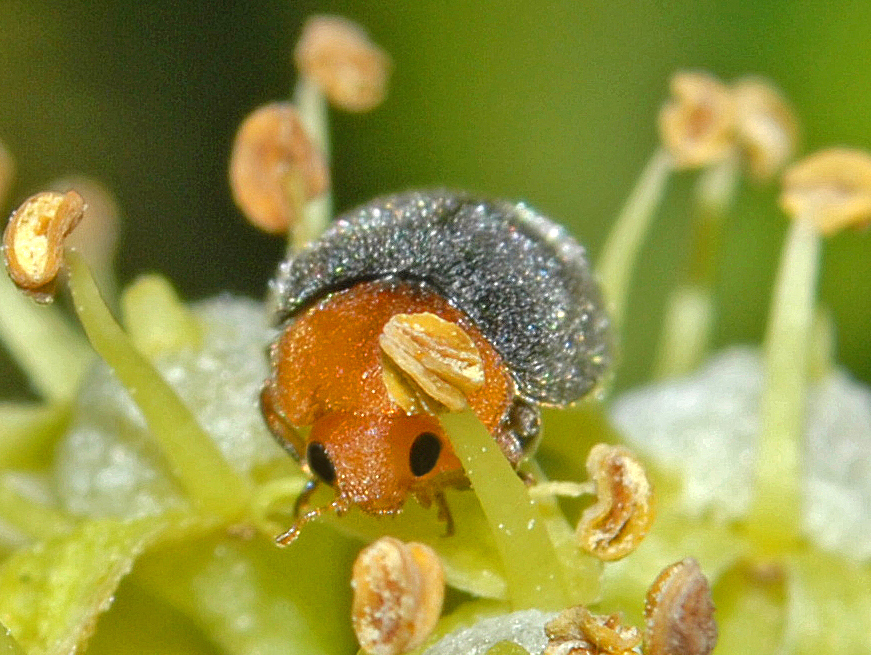
Vista frontal

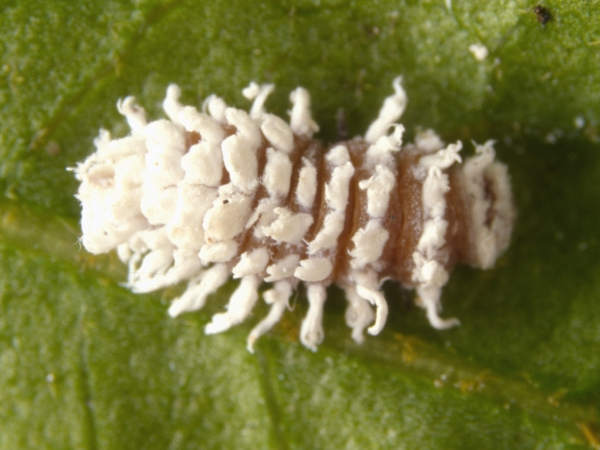
Cryptolaemus montrouzieri, larva

Cryptolaemus montrouzieri puede llegar a medir 6 mm. Los adultos tienen la típica figura de las mariquitas, pero, en vez de colores brillantes, suelen ser marrones y sin manchas de color. Las antenas, cabeza y pronoto, el final de los élitros y las patas son castaño naranja. Las larvas pueden llegas a medir 14 a 15 mm de largo. Tienen una cubierta cerosa que les da aspecto de cochinillas algodonosas, insectos escamas (Pseudococcidae), lo cual es posiblemente un caso de mimetismo agresivo.

## Biología
Los adultos y larvas se alimentan principalmente de insectos escamas. Las hembras depositan sus huevos en colonias de estos insectos. El ciclo de vida desde huevo a adulto lleva 24 días, y duran dos meses.

## Control biológico
Esta especie se usa como control biológico de los insectos escamas. Ha sido introducido a Australia. En  California fue introducido en 1891 por Albert Koebele para controlar el insecto escama de los cítricos Planococcus citri. También ha sido introducido en Nueva Zelanda como biocontrol. C. montrouzieri se usa en plantaciones.